# Электрический штат
«Электри́ческий штат» (англ. The Electric State) — художественный фильм братьев Руссо в жанре постапокалиптической фантастики с Милли Бобби Браун в главной роли, вышедший на Netflix в 2024 году, экранизация одноимённого графического романа Саймона Столенхага. Получил негативные оценки критиков из-за сценария и ряда актёрских работ.

## Сюжет
Действие фильма происходит в альтернативном прошлом. В 1950-х годах компания The Walt Disney Company изобрела роботов, которые постепенно взяли на себя всю рутинную работу. В 1990-х годах они вышли из-под контроля людей и потребовали гражданских прав. Началась война, в которой люди смогли победить благодаря технологии Нейрокастер, разработанной гениальным учёным Итаном Скейтом. Особый виртуальный шлем дал возможность разделять сознание: одна часть управляла дроном, другая могла переходить в виртуальное пространство. Роботов, объявленных вне закона, загнали в зону отчуждения в Нью-Мексико. Военная технология стала гражданской, люди стали её использовать, чтобы одновременно работать в теле дрона и отдыхать в виртуальной реальности. Массовым стал уход от реальности с помощью постоянного подключения к сети Sentre.
Центральный персонаж фильма — Мишель Грин, потерявшая всех родных в аварии (особенно она горюет по брату Кристоферу, проявлявшему задатки гениального математика). Спустя четыре года в доме, где она живёт с приёмным отцом, появляется робот в облике мультперсонажа Космо-Боя (любимого персонажа Мишель и Кристофера). Девочка решает, что это послание от брата, который непонятным образом остался жив и нуждается в помощи. Космо указывает на карте на зону отчуждения, и Мишель отправляется туда вместе с ним. На границе с зоной она знакомится с контрабандистом Китсом и его помощником роботом Херманом. Вместе герои проникают внутрь зоны и попадают в местность, где живут роботы во главе с руководителем восстания мистером Арахисом. За ними идёт охотник на роботов маршал Брэдберри, нанятый Скейтом.
Роботы помогают девушке найти доктора Кларка Амхерста, который лечил её после аварии. Она узнаёт, что компания Sentre, нуждавшаяся после изгнания роботов в вычислительных мощностях для массового подключения людей к своей сети, использовала для этого мозг Кристофера, находящегося в коме: его подключили к сети, как естественный компьютер, а Мишель сообщили, что мальчик умер. Доктору Амхерсту эта идея изначально не нравилась, и он оставил незаметный бэкдор, через который сознание мальчика вырвалось за периметр безопасности и вселилось в Космо-Боя.
Мишель узнаёт от доктора, где находится дата-центр Sentre, в котором содержат Кристофера. Амхерст передаёт команде Мишель коды доступа, герои при поддержке роботов, выбравшихся из зоны отчуждения, атакуют дата-центр. Мишель через виртуальный шлем входит в сеть Sentre и общается с сознанием брата. Кристофер просит убить его, отключив от системы жизнеобеспечения. Мишель выполняет его просьбу, и вся сеть Sentre выходит из строя. Повстанцы побеждают, Мишель записывает видеообращение к человечеству о мирном сосуществовании с роботами.

## В ролях
- Милли Бобби Браун — Мишель
- Крис Пратт — Джон Китс
- Куан Ке Хюи — доктор Кларк Амхерст (голос P.C.)
- Стэнли Туччи — Итан Скейт
- Вуди Норман[англ.] — Кристофер
- Джейсон Александер — Тэд
- Мартин Клебба — Херман
- Джанкарло Эспозито — маршал Брэдберри
- Алан Тьюдик — Космо-Бой (озвучка)
- Энтони Маки — робот Херман (озвучка)
- Дженни Слэйт — Пенни Пал (озвучка)
- Вуди Харрельсон — Мистер Арахис (озвучка)
- Брайан Кокс — Попфлай (озвучка)

## Создание и релиз
О начале работы над фильмом было объявлено в декабре 2017 года, когда Энтони и Джо Руссо купилили права на графический роман Саймона Столенхага «Электрический штат». Братья Руссо стали продюсерами, их частые соавторы Кристофер Маркус и Стивен МакФили должны были написать сценарий, а с Энди Мускетти велись переговоры о режиссуре. В декабре 2020 года Universal Pictures выиграла права на дистрибуцию фильма. Братья Руссо стали режиссёрами, Мускетти остался исполнительным продюсером проекта. Главную роль получила Милли Бобби Браун. Съёмки планировались сразу после завершения работы Руссо над «Серым человеком» и окончания съёмок четвёртого сезона «Очень странных дел» с участием Браун.
В июне 2022 года дистрибуционные права перешли к Netflix, так как Universal больше не планировала театральный релиз фильма. В августе к актёрскому коллективу присоединились Крис Пратт, Мишель Йео, Стэнли Туччи, Джейсон Александер, Брайан Кокс и Дженни Слейт, в октябре — Вуди Норман, в ноябре — Джанкарло Эспозито (он озвучил Маршала, боевой дрон). Позже роли получили Энтони Маки и Билли Боб Торнтон. Кей Хуай Куан заменил Йео, выбывшую из-за конфликтов в расписании. В октябре 2024 года Вуди Харрельсон, Алан Тьюдик, Хэнк Азария и Колман Доминго присоединились к проекту, чтобы озвучить роботов.
Съёмки начались в октябре 2022 года в Атланте, причём проект получил рабочее название Stormwind. Основная часть съёмок закончилась в феврале 2023 года, весной 2024 года прошли дозаписи. Музыку к фильму написал Алан Сильвестри, прежде участвовавший в работе над двумя картинами Руссо — «Мстители: Война бесконечности» (2018) и «Мстители: Финал» (2019).
17 октября 2024 года вышел тизер. Выяснилось, что фильм существенно отойдёт от оригинального источника в попытке рассказать собственную историю, и это вызвало негативную реакцию фанатов, ждавших точной экранизации. Энтони Руссо рассказал, что в графическом романе недостаточно ярко показан мир, где происходит действие; поэтому пришлось создавать новую историю, используя эстетику 1990-х годов и сюжетную линию о развитии искусственного интеллекта у роботизированных аниматроников, борющихся за равные права в ретрофутуристическом обществе.
Премьера состоялась 24 февраля 2025 года в египтском театре Граумана в Лос-Анджелесе. 14 марта «Электрический штат» появился на Netflix. За первые три дня он собрал 25,2 миллиона просмотров.
18 марта 2025 года компания Netflix Games выпустила на iOS и Android игру по мотивам фильма, The Electric State: Kid Cosmo.

## Оценки
Фильм получил негативные отзывы критиков. По данным агрегатора Rotten Tomatoes, 
15 % из 142 обзоров были положительными, со средней оценкой 3,7 из 10. Консенсус гласит: «Медлительно ползущий, как гигантский автоматон, „Электрический штат“ располагает технической мощью, но в нём нет искры, которая бы его оживила». На Metacritic фильм получил 30 баллов из 100, что означает «в целом неблагоприятные» отзывы.
Многие критики раскритиковали авторов картины за работу с литературным первоисточником. Элизабет Винсентелли (The New York Times) назвала фильм «банальным, безвкусным и просто глупым». Кортни Ховард (Variety) написала, что Руссо отказались использовать потенциал романа «в пользу банального сюжета о свободе… и упрощённого конфликта между людьми и роботами». A. A. Дауд из IGN оценил фильм на 4 балла из 10, заявив о превращении качественной научной фантастики «в очередное дорогостоящее групповое обнимашки-шоу с шутками и командными сценами».
Игра Браун и Пратта тоже была воспринята негативно. Кевин Махер из The Sunday Times, поставивший «Электрическому штату» одну звезду из пяти, усомнился в актёрских способностях Браун: по его словам, «создаётся впечатление, что она совершенно не готова к работе в большом кино». C. M. Рамсбург из Comic Book Resources отметил, что, несмотря на звёздный состав, актёрская игра в фильме «плоская и одномерная, персонажи лишены глубины и содержания». Его оценка — 3 балла из 10.
Звучали заявления о том, что 320-миллионный бюджет картины потрачен впустую. Сэм Адамс из Slate назвал результат катастрофическим, отметив, что фильм входит «в список самых дорогих фильмов всех времён». Джонни Олексински из New York Post назвал фильмы братьев Руссо, снятые после «Мстителей», «одними из худших и самых дорогих за последние шесть лет», а «Электрический штат» раскритиковал за отсутствие оригинальности. Джаред Расик из Detroit Metro Times похвалил визуальные эффекты, но остался недоволен сценарием, а фильм в целом «безвкусным, неудачным продуктом».